# N-glycosylation

Les différents types de glycanes dans différents organismes.

La N-glycosylation est une opération biochimique qui se produit dans le réticulum endoplasmique qui concerne les protéines solubles et transmembranaires. Elle correspond à la fixation d'une arborescence sucrée de 14 sucres sur les chaînes peptidiques en croissance dès leur entrée dans la lumière du RE. Elle équivaut à un étiquetage de la protéine qui la protège de la dégradation enzymatique, augmente son hydrophilie, aide au repliement de la protéine et participe au contrôle qualité. 
Il s'agit d'un mécanisme co-traductionnel par transport en bloc d'une seule espèce d'oligosaccharide, constituée de N-acétylglucosamine, de mannose et de glucose, synthétisée à la face externe du RE puis internalisée dans la lumière par un mécanisme de flip-flop afin d'être transférée sur la chaîne peptidique. Elle sera élaguée au fur et à mesure de la maturation de la protéine. 
Au cours de cette réaction, un oligoside « N-glycosylé » se lie à un acide aminé asparagine disponible, appartenant à une séquence consensus Asn-X-Ser/Thr (X représente n'importe quel acide aminé à l'exception de la proline pour des raisons d'encombrement stérique). Cette réaction est catalysée par une enzyme membranaire de type oligosaccharyl-transférase, et débute en général par une N-acétylglucosamine.
La N-glycosylation permet aux protéines, entre autres, d'être à l'origine des glycoprotéines, elle met en jeu un noyau invariant qui est composé de 5 oses qui seront toujours identiques qui sont 3 mannoses et 2 N-acétylglucosamines.
Une protéine N-glycosylée doit lors de sa maturation subir un contrôle qualité qui s'effectue dans le REG par l'intermédiaire de lectines chaperonnes telles que les calnexines et les calréticulines ainsi que par des protéines chaperonnes spécifiques du RE appelées BIP de la famille des protéines de choc thermique. Elles sont accompagnées de glycosylases qui vont amputer la chaîne oligosaccharidique pour permettre le processus de vérification de bonne conformation de la protéine, qui si est bien conformée va poursuivre sa N-glycosylation dans l'appareil de Golgi, mais qui, si est mal conformée va se voir induire un signal de dégradation vers le protéasome par une mannosidase et se voir retirer sa chaîne glucidique par une N-glycanase.